# Shalil Shankar
Shalil Shankar (* 1947 in Shillong, Meghalaya; bürgerlicher Name: Shalil Shankar Chakraborty) ist ein indischer Sitarspieler und Komponist.

## Biographie
Shalil Shankar wurde 1947 in Shilong, der damaligen Hauptstadt von Assam im heutigen Bundesstaat Meghalaya geboren und entdeckte bereits in jungen Jahren seine Passion für die indische Musik. 1961 wurde er Schüler von Ravi Shankar, des im Westen wohl bekanntesten indischen Musikers. 1970 gab Shalil Shankar sein erstes Konzert in Kolkata. Im Jahr 1972 wurde er selbst als bester indischer Musiker ausgezeichnet. Seit mehr als zwei Jahrzehnten lebt der Musiker in der Schweiz in der Stadt Sursee. Er setzt sich ein für eine Verständigung zwischen den Menschen – über alle kulturellen, politischen und religiösen Grenzen hinweg.

## Musik

### Stil
Als ehemaliger Schüler von Ravi Shankar steht er stilistisch in der Linie von Allauddin Khans musikalischer Tradition, der Schule der Vinaspieler (Binkar Gharana). Musik ist für Shalil Shankar eng verbunden mit einer Lebenseinstellung, mit Philosophie und Religion. Er spielt klassische indische Musik und nimmt auch Einflüsse von Folk, Jazz und Elemente der afrikanischen Musik in sein Sitarspiel auf.

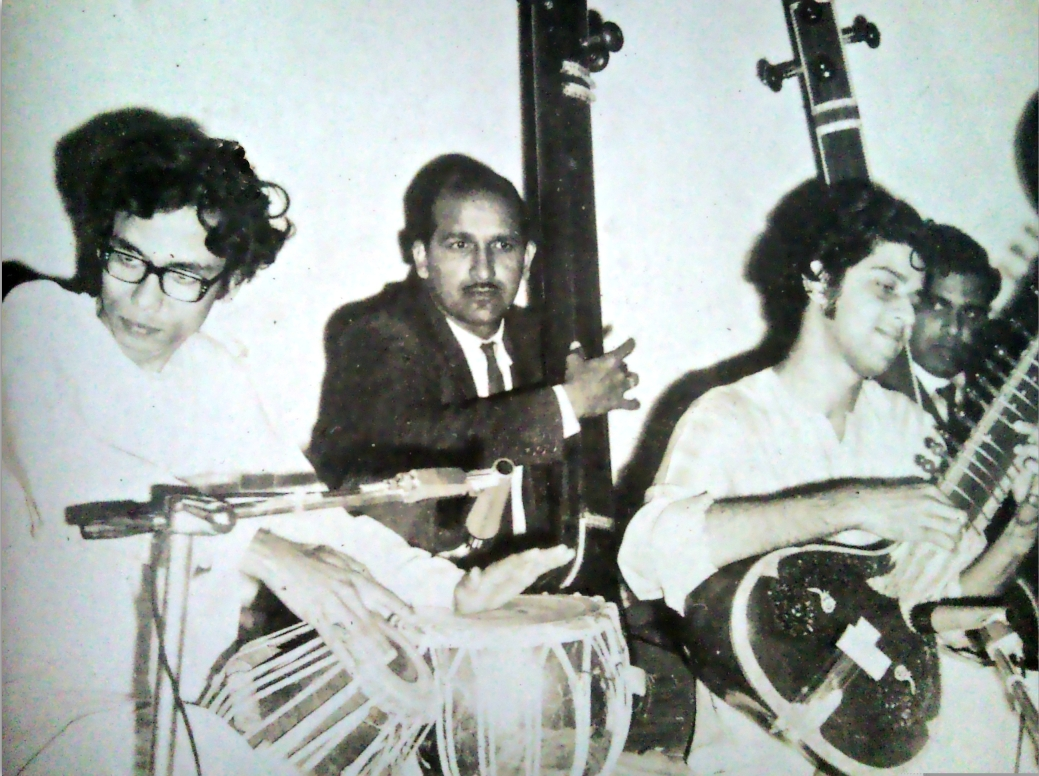
Pandit Shalil Shankar bei einem Konzert von Pandit Chandra Nath Shastri mit Tabla begleitet, bei Jhansi, Indien, 1976.

### Kompositionen

#### Ragas
- Bhagavati, Ravidhwani, Charubhairavi, Sovabati Madhuranjani

#### Konzerte für Sitar und Orchester
- Om Shanti, A Play of Clouds[3], Where are you[3], Morning Light[3], Chocolate[3], Romantic Garden

#### Filmmusik
Die Musik zum Dokumentarfilm Hippie Masala (Schweiz 2006; Damaris Lüthi und Ulrich Grossenbacher) wurde von Shalil Shankar und vom Gitarristen Disu Gmünder, Mitglied der Schweizer Mundart-Band Patent Ochsner komponiert und eingespielt. Der Film war 2007 für den Schweizer Filmpreis nominiert.

### Konzerte
- 25. Mai 2003: Shalil Shankar, Ochsen Zofingen.[6]
- 18. Januar 2004: Shalil Shankar, Mohinder Singh, CBSO Centre, Birmingham (GB).[7]
- 23. Februar 2005: Celebration of the birthday of the late George Harrison, Adrian Boult Hall, Birmingham Conservatoire (GB).
- 29. Januar 2006: Shalil Shankar, Pritam Singh, 5. Internationales Gitarrenfestival, Pieterlen, Schweiz.[8]
- 10. November 2006: XIII Festival Hispanoamericano de la Guitarra, Sala de Espectáculos, Centro Cultural Tijuana CECUT (MX).[9]
- 17. November 2007: Romantic Garden (Uraufführung) und Symphonie Nr. 4 von Niels Gade, Klosterkirche Sursee (CH). Orchester Sursee, Leitung: Leonardo Muzii, Solist: Shalil Shankar.[10]
- 13. Oktober 2008: Pandit Shalil Shankar, Indische Botschaft, Tiergarten Berlin[11]
- 2. November 2008: Shalil Shankar Trio, Ochsen Zofingen.[12]
- 24. Oktober 2010: Shalil Shankar – Traditionelle indische Musik, Ochsen Zofingen.[13]
- 29. Oktober 2010: Shalil Shankar, Mohinder Singh, Roger Odermatt, Sitar-Konzert, Palace St. Gallen.[14]
- 6. Juni 2010: Pandit Timir Baran Roy und Shalil Shankar, Alta Vita Social Club, Essen.

## Diskografie
- Classical Music of India: Shalil Shankar (Sitar) (Melopea Records).
- Shalil Shankar (Sitar): Ragas (EMI Records).
- Shalil Shankar (Sitar): Ragas (Polydor).
- Waves of Romantic Ragas (New Dawn Record Company).[15]

- 1991 – Ragas form India (Audio Records UK).
Shalil Shankar (Sitar), Subhankar Banerjee (Tabla).
- 2000 – A tribute to east-west friendship – Concerto for Symphony Orchestra and Sitar (New Dawn Record Company).
Arad Philharmonic Orchestra, Conductor: Dorin Frandes, Solist: Shalil Shankar.[3]
- 2000 – Two Worlds – One Soul: Music for meditation (New Dawn Record Company).
- 2000 – Two Worlds – One Soul: Music for Love (New Dawn Record Company).

## Bibliografie
- Shalil Shankar: Nad o Atma – Sound and Soul. Autobiografie, mit einer Einleitung von Roger Odermatt. Hrsg.: Newdawn switzerland. Newdawn switzerland, 2008 (Englisch, editiert von Indrani Sarkar).
- Shalil Shankar: Nada Brahma. History, theory and practical learning of classical music from the subcontinent of india. Hrsg.: Newdawn switzerland. Newdawn switzerland, 2008 (Englisch, Übersetzung der Liedtexte durch Meghna Bhattacharya).

### Musik
- Konzert von Shalil Shankar mit Pritam Singh (YouTube)
- Konzert-Teilmitschnitt vom XIII Festival Hispanoamericano de la Guitarra (YouTube)
- Shalil Shankar auf MusicIndiaOnline

### Presse
- La Jornada, Mexiko-Stadt vom 20. April 2006: Shalil Shankar busca «tender puentes entre los pueblos y las culturas» (spanisch)

## Belege
1. ↑  Archivierte Kopie (Memento des Originals vom 7. Juni 2007 im Internet Archive)  Info: Der Archivlink wurde automatisch eingesetzt und noch nicht geprüft. Bitte prüfe Original- und Archivlink gemäß Anleitung und entferne dann diesen Hinweis.
2. ↑  Der Künstler Shalil Shankar auf der Homepage des Musikmanagements fabulous-beast.com Archivierte Kopie (Memento des Originals vom 9. Mai 2007 im Internet Archive)  Info: Der Archivlink wurde automatisch eingesetzt und noch nicht geprüft. Bitte prüfe Original- und Archivlink gemäß Anleitung und entferne dann diesen Hinweis.
3. 1 2 3 4 5  Shalil Shankar – Concerto for Symphonie Orchestra and Sitar. artlink.ch, abgerufen am 27. Dezember 2010.
4. ↑  Hippie Masala auf der Homepage des Schweizer Filmjahrbuches CINEMA http://www.cinemabuch.ch/p566.html
5. ↑  Shalil Shankar. Die Kinokritiker, abgerufen am 27. Dezember 2010.
6. ↑  Live in Concert: Shalil Shankar. Der international bekannte Sitar-Maestro besucht den Ochsen. OXX.ch, archiviert vom Original (nicht mehr online verfügbar) am 5. März 2016; abgerufen am 27. Dezember 2010.  Info: Der Archivlink wurde automatisch eingesetzt und noch nicht geprüft. Bitte prüfe Original- und Archivlink gemäß Anleitung und entferne dann diesen Hinweis.
7. ↑  Martin Longley: Culture: Shalil Shankar and Mohinder Singh CBSO Centre, Birmingham. Birmingham Post & Mail Ltd, 19. Januar 2004, abgerufen am 27. Dezember 2010 (englisch).
8. ↑  Agenda Correo del sur (Memento des Originals vom 17. September 2011 im Internet Archive)  Info: Der Archivlink wurde automatisch eingesetzt und noch nicht geprüft. Bitte prüfe Original- und Archivlink gemäß Anleitung und entferne dann diesen Hinweis.
9. ↑  La Prensa San Diego  vom 10. November 2006 http://www.laprensa-sandiego.org/archieve/2006/november10-06/guitarra.htm
10. ↑  Konzertkalender auf classicpoint.ch http://www.classicpoint.ch/konzert/romantic-garden-27.html@1@2Vorlage:Toter+Link/www.classicpoint.ch+(Seite+nicht+mehr+abrufbar,+festgestellt+im+Mai+2019.+Suche+in+Webarchiven) Datei:Pictogram+voting+info.svg Info:+Der+Link+wurde+automatisch+als+defekt+markiert.+Bitte+prüfe+den+Link+gemäß+Anleitung+und+entferne+dann+diesen+Hinweis.
11. ↑  Sitar-Konzert / Ragas On Sitar / Pandit Shalil Shankar, Indische Botschaft, Tiergarten, Berlin. Qype, archiviert vom Original am 7. September 2012; abgerufen am 27. Dezember 2010.
12. ↑  Live in Concert: Shalil Shankar Trio. Der indische Ausnahme-Sitarspieler erneut im Ochsen. OXX.ch, archiviert vom Original (nicht mehr online verfügbar) am 5. März 2016; abgerufen am 27. Dezember 2010.  Info: Der Archivlink wurde automatisch eingesetzt und noch nicht geprüft. Bitte prüfe Original- und Archivlink gemäß Anleitung und entferne dann diesen Hinweis.
13. ↑  Live in Concert: Shalil Shankar. Traditionelle indische Musik vom Ausnahme-Sitarspieler. OXX.ch, archiviert vom Original (nicht mehr online verfügbar) am 26. November 2015; abgerufen am 27. Dezember 2010.  Info: Der Archivlink wurde automatisch eingesetzt und noch nicht geprüft. Bitte prüfe Original- und Archivlink gemäß Anleitung und entferne dann diesen Hinweis.
14. ↑  
SHALIL SHANKAR (IND). Sitar-Konzert. Palace, St. Gallen, archiviert vom Original (nicht mehr online verfügbar) am 15. Oktober 2010; abgerufen am 27. Dezember 2010.  Info: Der Archivlink wurde automatisch eingesetzt und noch nicht geprüft. Bitte prüfe Original- und Archivlink gemäß Anleitung und entferne dann diesen Hinweis.
15. ↑  Shalil Shankar – Waves of romantic Ragas. artlink.ch, abgerufen am 27. Dezember 2010.

| Personendaten    | Personendaten                                    |
| ---------------- | ------------------------------------------------ |
| NAME             | Shankar, Shalil                                  |
| ALTERNATIVNAMEN  | Shankar Chakraborty, Shalil (vollständiger Name) |
| KURZBESCHREIBUNG | indischer Sitarspieler und Komponist             |
| GEBURTSDATUM     | 1947                                             |
| GEBURTSORT       | Shillong, Meghalaya                              |